# Leucania bicristata
Leucania bicristata är en fjärilsart som beskrevs av Emilio Berio 1939. Leucania bicristata ingår i släktet Leucania och familjen nattflyn. Inga underarter finns listade i Catalogue of Life.